# 堺市通り魔事件
堺市通り魔事件（さかいしとおりまじけん）とは、1998年（平成10年）1月8日に大阪府堺市で起こった殺人事件である。

## 概要
1998年（平成10年）1月8日8時50分ごろ、大阪府堺市宮下町および堺市津久野町3丁の路上で上半身裸になった19歳の無職の少年が、登校中だった女子高校1年生（15歳）の服をつかみ、背中など4か所を所持していた包丁で刺した。少年は逃げようとする女子高生を追いかけ、現場から約100ｍ離れた路上で幼稚園の送迎バスを待っていた女児（5歳）と母親の背中を刺した。女児は死亡、女子高生と母親は重傷を負った。大阪府西堺警察署は、現場近くの空き地にいた少年を、殺人未遂容疑で緊急逮捕した。
少年はシンナー中毒であり、事件当日も吸引して幻覚状態に陥っていた。1997年（平成9年）11月には、家の中で暴れて、家族の申し出で西堺署が保護したことがあった。
1998年（平成10年）1月29日、大阪地方検察庁堺支部は少年を大阪家庭裁判所堺支部に送致した。

## 少年審判
1998年（平成10年）2月5日、大阪家庭裁判所堺支部（村地勉裁判官）で第1回審判が開かれ、弁護側が請求した精神鑑定を却下した。
1998年（平成10年）2月25日、大阪家裁堺支部（村地勉裁判官）はシンナー吸引が影響を与えたとしても刑事処分が相当として大阪地方検察庁堺支部への逆送致を決定した。
1998年（平成10年）3月5日、大阪地検堺支部は少年を殺人、殺人未遂などの罪で起訴した。

## 刑事裁判
1998年（平成10年）5月7日、大阪地方裁判所堺支部（白井万久裁判長）で初公判が開かれ、罪状認否で被告人は起訴事実を全面的に認めた。一方、弁護側はシンナーによる幻覚状態であったとして、心神喪失を理由に無罪を主張し、改めて精神鑑定を求めた。
1998年（平成10年）6月8日、被告人の刑事責任能力を判断するために検察側と弁護側の双方が少年の精神鑑定を申請した。
1998年（平成10年）7月23日、大阪地裁堺支部（白井万久裁判長）は被告人の精神鑑定を行うことを決定した。
1998年（平成10年）12月14日、大阪地裁堺支部（古川博裁判長）の公判で被告人の簡易鑑定を行った法務技官が検察側証人として出廷し、責任能力があったと判断した鑑定について「逮捕時にシンナー臭がなかったことを前提に鑑定した」と述べた。しかし、鑑定結果には影響しないと述べた。
1999年（平成11年）7月22日、事件当時、被告人は心神耗弱状態だったとする精神鑑定書が提出された。検察側は証拠採用に不同意とした。
1999年（平成11年）11月18日、論告求刑公判が開かれ、検察側は「何の関係もない人を刺して尊い命を奪った残忍な犯行。市民に与えた恐怖と不安は計り知れない。意思の弱さからシンナー吸引の習癖を脱却できず、吸引翌日に無差別の凶悪事件を起こした。無気力で自己中心的な性格は改善更生の余地がない」として被告人に無期懲役を求刑した。
1999年（平成11年）12月13日、最終弁論が開かれ、弁護側は「事件当時、被告人はシンナー吸引による幻覚で心神喪失状態だった。犯罪は成立しない」と改めて無罪を主張して結審した。
2000年（平成12年）2月24日、大阪地裁堺支部（古川博裁判長、湯川哲嗣裁判長代読）で判決公判が開かれ、裁判長は「犯行は凶悪かつ残虐で、被害者や遺族の心痛は察するに余りある。社会に与えた影響も大きく、厳格に処罰すべきだ」としながら犯行当時の精神状態を心神耗弱と判断し、懲役18年の判決を言い渡した。3月9日、被告側は控訴した。
2001年（平成13年）1月24日、大阪高等裁判所（河上元康裁判長）は「物事の是非を判断する能力は著しく減軽し、心神耗弱状態だったが、喪失していたとは言えない」として一審・大阪地裁堺支部の懲役18年の判決を支持、被告側の控訴を棄却した。2月9日までに被告側は上告した。
2002年（平成14年）2月14日、最高裁判所第三小法廷は被告側の上告を棄却する決定を出したため、被告人に対する懲役18年の判決が確定した。

## 民事訴訟
2000年（平成12年）4月、殺害された女児の両親が、加害少年とその養父母に損害賠償を求めて大阪地裁へ提訴した。2001年（平成13年）1月12日、被告側が約5,100万円を支払うことで和解が成立した。

## 新潮社による実名報道
1998年（平成10年）2月18日発売の、新潮社の月刊誌『新潮45』3月号は、ノンフィクション作家の髙山文彦による全16頁に及ぶ「『幼稚園児』虐待犯人の起臥」のルポルタージュを掲載した。その中で、少年の生い立ちから犯行に至る経緯、家族関係に加え、中学校卒業時の顔写真並びに実名を掲載した。さらに記事の後には、実名報道と顔写真を掲載した、新潮45編集部の見解も記した。
少年の弁護団は「重大な人権侵害行為」であり、販売中止と回収を求める抗議声明を出した。東日本キヨスク、西日本キヨスク、一部書店では少年法に違反する、として販売を中止した。
1998年（平成10年）2月20日の参院本会議の代表質問に対する答弁で、内閣総理大臣橋本龍太郎は「関係者の人権に好ましからざる影響を及ぼし、心の痛みを与える危険性がある。関係当局が必要な措置をとっている」と述べた。法務大臣下稲葉耕吉も「商業主義的な報道は憂うべきことだ。厳正に対処する」と述べた。
1998年（平成10年）3月3日、東京法務局は発行元の新潮社に対し、佐藤隆信新潮社社長宛で「再び独自の見解に基づき同種の人権侵害行為をしたもので、人権尊重の精神の欠如、法無視の態度には甚だしいものがある」と指摘し、「少年法で保障されている人権を著しく侵害した」として、再発防止策の策定や少年に対する謝罪などの被害回復措置を行うよう勧告した。これに対し、同社は勧告に応じない方針を表明した。
1998年（平成10年）4月30日、少年と弁護団は、少年法61条に抵触した記事で名誉を傷つけられたとして、新潮45の編集長と記事を書いた高山文彦を、名誉毀損の疑いで告訴状を大阪地方検察庁に提出した。また同日、2名と新潮社を相手取り、2,200万円の損害賠償などを求めて大阪地方裁判所に提訴した。少年法61条違反をめぐる告訴・提訴は、日本で初めてとなった。
1999年（平成11年）6月9日、損害賠償訴訟について大阪地裁（三代川三千代裁判長）は、実名を報道した新潮45の記事が少年法に違反し、記事に公益性がないと指摘。さらに新潮社の写真週刊誌『FOCUS』が神戸連続児童殺傷事件の犯人である少年の顔写真を掲載するなど、過去に法務局から再発防止の勧告を受けていたケースを挙げて実名報道したのは悪質であると判断。慰謝料に200万円、弁護士費用に50万円を算定し、計250万円の支払いを命じた。謝罪広告掲載の請求は棄却した。
2000年（平成12年）2月29日、大阪高裁（根本真裁判長）は少年法61条について、罰則を規定していないことなどから、表現の自由に優先するものではなく、社会の自主規制に委ねたものであり、表現が社会の正当な関心事で不当でなければ、プライバシーの侵害に当たらない、と条件付きながら実名報道を容認する判断を示した。そして今回の記事について違法性はなく、少年の権利侵害には当たらない、そして男性の更生の妨げになることを男性側は立証していないとして、賠償を命じた一審・大阪地裁判決を破棄し、少年側の訴えを棄却した。加害者が未成年であっても、場合によっては実名報道出来る初めての判決となった。
少年側は、最高裁に上告するも「間違った行為を許す気になった」として、男性が12月に上告を取り下げ、新潮社側の勝訴が確定判決となった。
2001年（平成13年）1月9日、少年は新潮社編集長らへの刑事告訴を取り下げた。1月12日、大阪地検は2人を不起訴処分とした。